# إدي براون (لاعب كريكت)
إدي براون (27 نوفمبر 1911 - 16 أبريل 1978) (بالإنجليزية: Eddie Brown)‏ هو لاعب كريكت بريطاني (وحمل سابقاً جنسية المملكة المتحدة لبريطانيا العظمى وأيرلندا).